# بهرام آریانا
بهرام آریانا با نام اصلی حسین معتمدی منوچهری تنکابنی (زاده ۲۷ اسفند ۱۲۸۵ در تهران – درگذشته ۳۱ خرداد ۱۳۶۴ در پاریس) ارتشبد نیروی زمینی شاهنشاهی و فرمانده آن نیرو طی سال‌های ۱۳۳۴ تا ۱۳۳۷ و پس از آن از سال ۱۳۴۴ تا ۱۳۴۸ رئیس ستاد بزرگ‌ارتشتاران بود.

## زندگی‌نامه
حسین منوچهری در سال ۱۲۸۵ در تهران، از مادری گرجی - که از نسل ایراکلی دوم (پادشاه گرجستان) و پدری تنکابنی بود به دنیا آمد. او تحصیلات نظامی خود را در مدرسه نظام در تهران به پایان برد و سپس در سال ۱۳۰۱ برای طی یک دوره عالی نظامی به پاریس رفت. پس از بازگشت از فرانسه، آریانا به ادامه تحصیل در دانشکده نظامی ایران پرداخت و مدتی بعد موفق به اخذ مدرک دکترای حقوق بین‌الملل از دانشگاهی در فرانسه شد. در سال ۱۳۰۸، وی مدرس دانشکده افسری شد. آریانا به ناپلئون بناپارت علاقه بسیار داشت و از حرکات او تقلید می‌کرد، به‌طوری که همکلاس‌هایش در دانشکده افسری او را «حسین ناپلئون» می‌نامیدند.
پس از اشغال ایران توسط متفقین در جریان جنگ جهانی دوم، آریانا به خاطر گرایش به آلمان نازی دستگیر و به اراک تبعید شد. در ۱۳۲۹ سرتیپ شد و همان سال نام خود را به بهرام آریانا تغییر داد. در مهر ماه ۱۳۳۱ و پس از انحلال لشکر گارد توسط محمد مصدق، او را به‌خاطر ایجاد آرامش در تهران با مسئولیت «وابسته نظامی» به پاریس فرستادند. در این هنگام بود که وی توانست رسالهٔ دکترای خود را در دانشگاه سوربن به پایان برساند.
آریانا پس از سرکوب شورش عشایر جنوب در سال ۱۳۴۲ و نشر کتابچه‌ای در این باره در سال ۱۳۴۳ به درجه ارتشبدی رسید. او در سال ۱۳۴۷ «انجمن فرهنگ ارتش» را برای جایگزینی واژه‌های بیگانه و عربی با واژه‌های فارسی تأسیس کرد.
آریانا چند کتاب راجع به تاکتیک و آموزش رزمی ارتش، دفاع ملی، تاریخچه عملیات نظامی و به زبان فرانسه نیز کتاب ناپلئون و خاور زمین را نوشته‌است.
بهرام آریانا پس از وقوع انقلاب در ایران، به ترکیه و سپس فرانسه مهاجرت کرد.

## درگذشت
بهرام آریانا در تاریخ ۳۱ خرداد ۱۳۶۴ پس از یک بیماری چندماهه در ۷۹ سالگی در بیمارستان ارتشی پاریس درگذشت.

## تحصیلات
- تحصیلات نظامی: دانشکده افسری ایران، دانشگاه جنگ ایران، دانشگاه جنگ فرانسه، گواهی تحصیلات عالی نظامی از وزارت دفاع ملی فرانسه
- تحصیلات غیرنظامی: دکتر در حقوق بین‌المللی عمومی از دانشگاه سوربون پاریس[۶]

## نشان‌ها
- لیاقت از نوع یکم
- عالی تیر
- درجه یک پاس
- خدمت درجه یکم
- درجه یکم سپاس
- درجه دوم تاج
- درجه یکم همایون با حمایل

نشان‌های خارجی

- افسیه دلالژیون دونور فرانسه

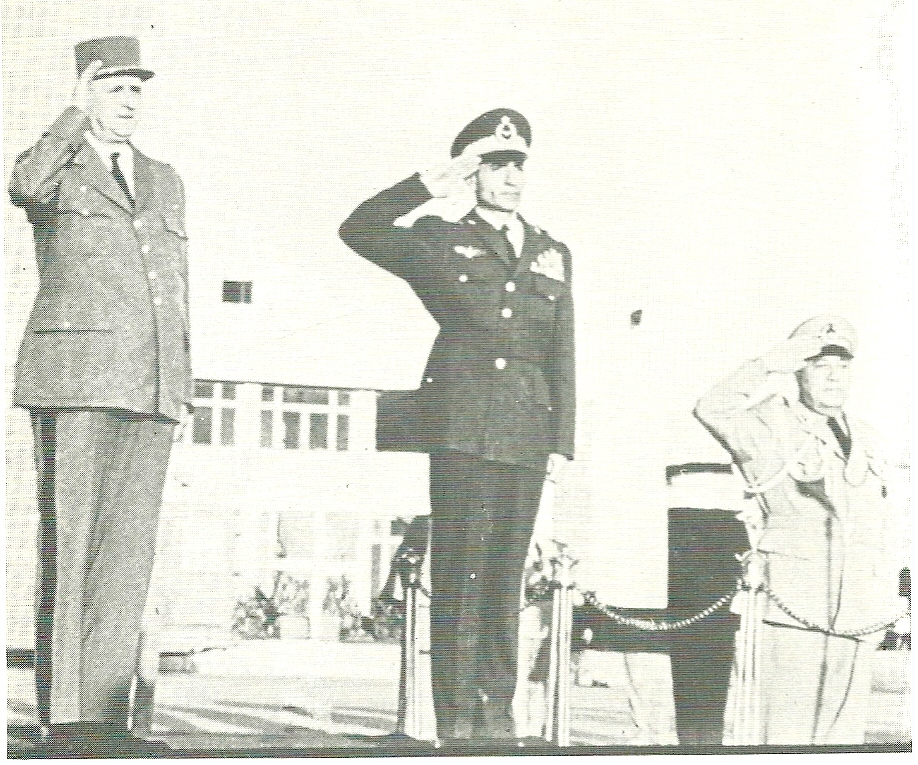
راست به چپ: بهرام آریا، محمدرضا پهلوی و شارل دوگل

- گراند افسیه دولالژیون دونور فرانسه
- صلیب بزرگ بنوا با حمایل از فرانسه